# Kein schöner Land (Theaterstück)
Das Buch Kein schöner Land des Tiroler Dramatikers Felix Mitterer behandelt ein Familienschicksal inmitten einer Dorfgemeinschaft während der Zeit des Nationalsozialismus. Die Uraufführung erfolgte 1987 am Tiroler Landestheater Innsbruck, wobei der ORF eine Aufzeichnung erstellte. Das Stück ist in dreizehn Szenen gegliedert und spielt im Zeitraum von Herbst 1933 bis einige Tage nach der Befreiung Österreichs 1945.

## Titel
Der Titel des Theaterstücks von Felix Mitterer wurde vom Titel des Buches von Hans Thöni: Kein schöner Land am Arlberg : das Schicksal von Ing. Rudolf Gomperz, Wegbereiter für St. Antons Fremdenverkehr abgeleitet. Felix Mitterer hatte vor Schaffung des Werkes persönlichen Kontakt mit Hans Thöni in Ludesch.

## Hintergrund
Den historischen Hintergrund bilden die Ereignisse rund um den St. Antoner Fremdenverkehrspionier Ing. Rudolf Gomperz (im Buch Adler), der jüdischer Abstammung war und deshalb nach 1938 nicht nur Beruf, Ansehen sowie Hab und Gut verlor, sondern schließlich auch sein Leben.
Im Stück werden aber auch andere Personengruppen wie zum Beispiel Priester, geistig Behinderte, Mitläufer, Verführte oder NS-Funktionäre dargestellt und ihre menschlichen Beziehungen in Extremsituationen beleuchtet.

## Inhalt
Im Herbst 1933 schmuggeln die in einem Tiroler Dorf lebenden Freunde Hans Adler und Erich Holzknecht illegale Waffen aus Deutschland nach Österreich, da sie bereits der Nazi-Ideologie verfallen waren. Als sie die Waffen jeweils ihren Vätern präsentieren, verständigt der Bürgermeister Rudolf Holzknecht im Geheimen die Polizei, die daraufhin seinen Sohn verhaftet. Er kommt dafür 3 Jahre ins Gefängnis. Hans konnte nach Deutschland fliehen, weil sein Vater, der Viehhändler Stefan Adler, den Verrat belauscht hatte und ihn warnte.
Als Hans im Mai 1938 wieder nach Österreich konnte, da Adolf Hitler bereits an der Macht war, hat der NS-Ortsgruppenleiter und fanatische Nationalsozialist Sepp Hopfgartner bereits enorme Macht. Er wacht streng über politische Gespräche und Aussagen und zögert nicht, Verbote auszusprechen oder Menschen bei der Gestapo anzuzeigen, wenn er denkt, sie seien politisch nicht korrekt eingestellt. Viele Dorfbewohner fühlen sich nun überwacht und behalten ihre Meinung für sich.
Vor der Hochzeit seiner Tochter Anna mit Erich beichtet Adler, dass er jüdische Vorfahren hat. Dadurch ist einerseits die Hochzeit nicht mehr möglich und andererseits bricht für Hans die Welt zusammen. Adlers Frau wusste jedoch einen Ausweg dadurch, dass sie behauptete, die Kinder seien nicht von ihrem Mann, sodass sie von den Nazis verschont wurden. Laut ihrer Aussage war Hans nun der Sohn des Ortsgruppenleiters und ihre Tochter das Ergebnis einer Affäre mit einem Bahnwärter. Der Kontakt zu Adler brach jedoch völlig ab. Er verbarrikadierte sich in seinem Haus und pflegte keinen Kontakt zu anderen Menschen mehr. Durch Erpressung des Bürgermeisters gelingt es Adler, längere Zeit vor dem KZ verschont zu werden. Auf die zahlreichen Ratschläge, das Land zu verlassen, wollte Adler nicht hören. In den Kriegsjahren fiel Erich an der Front und der Pfarrer sowie Adler wurden letztendlich ins KZ gebracht. Dort trifft er seinen Sohn, der mittlerweile bei der SS ist, wieder. Dieser erschießt ihn und danach sich selbst.